# 應和縣
應和縣（越南语：／）是越南首都河内市下辖的一个县。面积183.72平方公里，2017年总人口204800人。

## 地理
应和县东接富川县，西接美德县，北接青威县和彰美县，南接河南省金榜市社和维先市社。

## 历史
阮朝时，应和县是河內省應和府山明縣。咸宜元年（1885年），避咸宜帝諱，改為山朗縣。法屬時期山朗縣劃歸河東省。後去縣存府，山朗縣的名稱被廢除。
1948年3月25日，北越政府改府为县，应和府更名为应和县。
1965年4月21日，河东省和山西省合并为河西省，应和县随之划归河西省管辖。
2008年5月29日，河西省并入河内市；应和县随之划归河内市管辖。
2024年11月14日，越南国会常务委员会通过决议，自2025年1月1日起，圆内社、圆安社和花山社合并为花圆社，高城社、山公社和同进社合并为高山进社，和舍社、万泰社和和南社合并为泰和社，蒥黄社、鸿光社和队平社合并为平蒥光社，和林社并入沉弄社。

## 行政區劃
應和縣下轄1市鎮19社，县莅云亭市镇。
- 云亭市镇（Thị trấn Vân Đình）
- 平蒥光社（Xã Bình Lưu Quang）
- 高山进社（Xã Cao Sơn Tiến）
- 大强社（Xã Đại Cường）
- 大雄社（Xã Đại Hùng）
- 东鲁社（Xã Đông Lỗ）
- 同新社（Xã Đồng Tân）
- 花圆社（Xã Hoa Viên）
- 和富社（Xã Hòa Phú）
- 金堂社（Xã Kim Đường）
- 连拔社（Xã Liên Bạt）
- 明德社（Xã Minh Đức）
- 芙蒥社（Xã Phù Lưu）
- 芳秀社（Xã Phương Tú）
- 广富梂社（Xã Quảng Phú Cầu）
- 早阳文社（Xã Tảo Dương Văn）
- 泰和社（Xã Thái Hòa）
- 沉弄社（Xã Trầm Lộng）
- 中秀社（Xã Trung Tú）
- 长盛社（Xã Trường Thịnh）